# Saimarang
Saimarang (nepalski: सैमराङ) – gaun wikas samiti w zachodniej części Nepalu w strefie Gandaki w dystrykcie Kaski. Według nepalskiego spisu powszechnego z 2001 roku liczył on 387 gospodarstw domowych i 1778 mieszkańców (949 kobiet i 829 mężczyzn).